# Astana Pro Team/Saison 2012
Dieser Artikel listet Erfolge und Fahrer des Astana Pro Teams in der Saison 2012 auf.

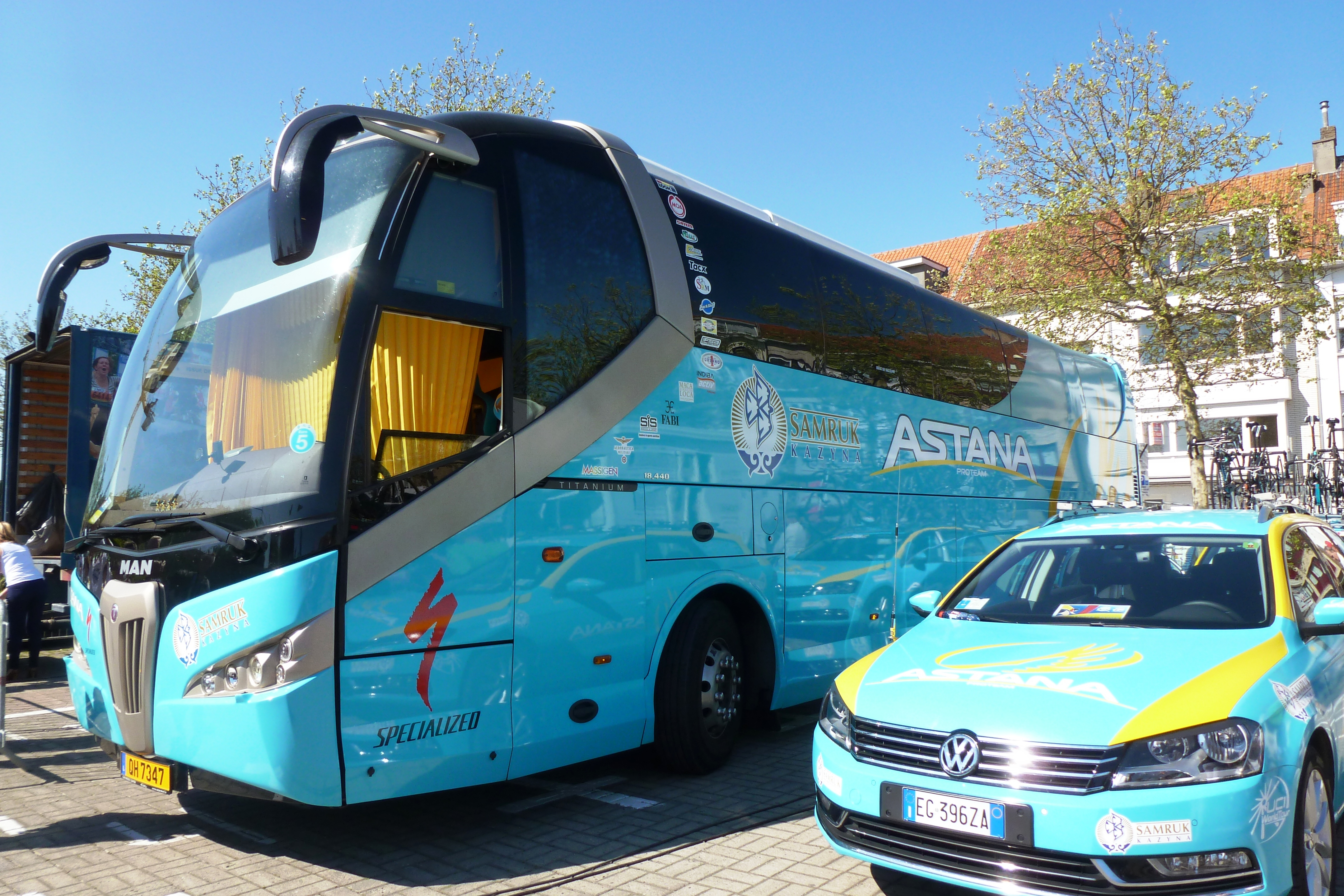
Begleitfahrzeuge des Teams (2012)

## Erfolge in der UCI WorldTour
In der Saison 2012 gelangen dem Team nachstehende Erfolge in der UCI WorldTour.
| Datum      | Rennen                               | Sieger             |
| ---------- | ------------------------------------ | ------------------ |
| 21. März   | 3. Etappe Volta Ciclista a Catalunya | Janez Brajkovič    |
| 15. April  | Amstel Gold Race                     | Enrico Gasparotto  |
| 22. April  | Lüttich–Bastogne–Lüttich             | Maxim Iglinski     |
| 12. Mai    | 7. Etappe Giro d’Italia              | Paolo Tiralongo    |
| 25. Mai    | 19. Etappe Giro d’Italia             | Roman Kreuziger    |
| 15. Juni   | 7. Etappe Tour de Suisse (EZF)       | Fredrik Kessiakoff |
| 17. Juni   | 9. Etappe Tour de Suisse             | Tanel Kangert      |
| 29. August | 11. Etappe Vuelta a España (EZF)     | Fredrik Kessiakoff |

## Erfolge in der UCI Asia Tour
In der Saison 2012 gelangen dem Team nachstehende Erfolge in der UCI Asia Tour.
| Datum           | Rennen                                       | Kat. | Sieger         |
| --------------- | -------------------------------------------- | ---- | -------------- |
| 22. Juni        | Kasachische Meisterschaft – Einzelzeitfahren | CN   | Dmitri Grusdew |
| 24. Juni        | Kasachische Meisterschaft – Straßenrennen    | CN   | Assan Basajew  |
| 26. Oktober     | 7. Etappe Tour of Hainan                     | 2.HC | Dmitri Grusdew |
| 20.–28. Oktober | Gesamtwertung Tour of Hainan                 | 2.HC | Dmitri Grusdew |

## Erfolge in der UCI Europe Tour
In der Saison 2012 gelangen dem Team nachstehende Erfolge in der UCI Europe Tour.
| Datum         | Rennen                                            | Kat. | Sieger                |
| ------------- | ------------------------------------------------- | ---- | --------------------- |
| 24. April     | 3. Etappe Presidential Cycling Tour of Turkey     | 2.HC | Alexander Djatschenko |
| 22.–29. April | Gesamtwertung Presidential Cycling Tour of Turkey | 2.HC | Alexander Djatschenko |
| 14. Juni      | 1. Etappe Slowenien-Rundfahrt                     | 2.1  | Simone Ponzi          |
| 14.–17. Juni  | Gesamtwertung Slowenien-Rundfahrt                 | 2.1  | Janez Brajkovič       |
| 22. Juni      | Estnische Meisterschaft – Straßenrennen           | CN   | Tanel Kangert         |
| 22. Juni      | Ukrainische Meisterschaft – Einzelzeitfahren      | CN   | Andrij Hrywko         |
| 24. Juni      | Slowenische Meisterschaft – Straßenrennen         | CN   | Borut Božič           |
| 24. Juni      | Ukrainische Meisterschaft – Straßenrennen         | CN   | Andrij Hrywko         |

## Zugänge – Abgänge
| Zugänge            | Team 2011           | Abgänge                              | Team 2012                   |
| ------------------ | ------------------- | ------------------------------------ | --------------------------- |
| Jegor Silin        | Katusha Team        | Simon Clarke                         | Orica GreenEdge             |
| Francesco Gavazzi  | Lampre-ISD          | Allan Davis                          | Orica GreenEdge             |
| Jacopo Guarnieri   | Liquigas-Cannondale | Tomas Vaitkus                        | Orica GreenEdge             |
| Simone Ponzi       | Liquigas-Cannondale | Rémy Di Gregorio                     | Cofidis, le Crédit en Ligne |
| Kevin Seeldraeyers | Quick Step          | Andrei Misurow                       | RTS Racing Team             |
| Janez Brajkovič    | Team RadioShack     | Josep Jufré                          | Karriereende                |
| Dmitri Murawjew    | Team RadioShack     | Mirco Lorenzetto                     | Karriereende                |
| Borut Božič        | Vacansoleil-DCM     | Gorazd Štangelj                      | Karriereende                |
| Dmitri Grusdew     | Ulan (2008)         | Maxim Gurow                          | Unbekannt                   |
|                    |                     | Francesco Masciarelli (bis 31. Juli) | Pause wegen Tumor           |

## Mannschaft
| Name                     | Geburtstag         | Nationalität |              |
| ------------------------ | ------------------ | ------------ | ------------ |
| Assan Basajew            | 22. Februar 1981   | Kasachstan   |              |
| Borut Božič              | 8. August 1980     | Slowenien    |              |
| Janez Brajkovič          | 18. Dezember 1983  | Slowenien    |              |
| Alexander Djatschenko    | 17. Oktober 1983   | Kasachstan   |              |
| Dmitri Fofonow           | 15. August 1976    | Kasachstan   |              |
| Enrico Gasparotto        | 22. März 1982      | Italien      |              |
| Francesco Gavazzi        | 1. August 1984     | Italien      |              |
| Dmitri Grusdew           | 13. März 1986      | Kasachstan   |              |
| Jacopo Guarnieri         | 14. August 1987    | Italien      |              |
| Andrij Hrywko            | 7. August 1983     | Ukraine      |              |
| Maxim Iglinski           | 18. April 1981     | Kasachstan   |              |
| Walentin Iglinski        | 12. Mai 1984       | Kasachstan   |              |
| Tanel Kangert            | 11. März 1987      | Estland      |              |
| Andrei Kaschetschkin     | 21. März 1980      | Kasachstan   |              |
| Fredrik Kessiakoff       | 17. Mai 1980       | Schweden     |              |
| Robert Kišerlovski       | 9. August 1986     | Kroatien     |              |
| Roman Kreuziger          | 6. Mai 1986        | Tschechien   |              |
| Dmitri Murawjew          | 2. November 1979   | Kasachstan   |              |
| Jewgeni Nepomnjatschschi | 12. März 1987      | Kasachstan   |              |
| Jewgeni Petrow           | 25. Mai 1978       | Russland     |              |
| Simone Ponzi             | 17. Januar 1987    | Italien      |              |
| Sergei Renew             | 3. Februar 1985    | Kasachstan   |              |
| Kevin Seeldraeyers       | 12. September 1986 | Belgien      |              |
| Andrei Seiz              | 14. Dezember 1986  | Kasachstan   |              |
| Jegor Silin              | 25. Juni 1988      | Russland     |              |
| Paolo Tiralongo          | 8. Juli 1977       | Italien      |              |
| Alexander Winokurow      | 16. September 1973 | Kasachstan   |              |
| Stagiaires               | Stagiaires         | Nationalität | Nationalität |
| Fabio Aru                | Fabio Aru          | Italien      |              |